# 동아운수 (수원시)
동아운수 주식회사(東亞運輸 株式會社)는 경기도 수원시의 택시 회사이다.  

## 보유 차량
현대자동차
기아자동차